# 埃塔约
埃塔约（西班牙語：Etayo）是西班牙纳瓦拉的一个市镇。总面积14平方公里，总人口89人（2001年），人口密度6人/平方公里。